# J. D. 'Okhai Ojeikere
Johnson Donatus Aihumekeokhai Ojeikere (10. června 1930 – 2. února 2014), známý jako J. D. 'Okhai Ojeikere, byl nigerijský fotograf známý svou prací s unikátními účesy nalezenými v Nigérii.

## Životopis
Ojeikere se narodil 10. června 1930 v Ovbiomu-Emai, Owan East, stát Edo, venkovské vesnici v jihozápadní Nigérii. Kromě dialektu Emai mluvil Ojeikere jorubsky a anglicky. Pracoval a žil v Ketu v Nigérii. Ve věku 20 let začal fotografovat, což bylo pro lidi v Nigérii, zejména pro ty z jeho vesnice, neobvyklé. Fotoaparáty nebyly příliš žádané a měly nízkou prioritu, protože byly považovány za luxus. V roce 1950 však v Enugu koupil Ojeikere za dvě libry skromný fotoaparát Brownie D bez blesku a přítel ho naučil základy fotografie. Ojeikere se v roce 1951 dozvěděl o ministerstvu pro informace v Ibadanu a po dobu dvou let jim každých 15 dní psal stejný dopis. Na konci roku 1953 nakonec odpověděli, že dostali Ojeikereho žádost, a to je zaujalo.
Ojeikere začal pracovat na ministerstvu informací v Ibadanu jako asistent temné komory v roce 1954. V roce 1959 byl velmi zaneprázdněn svými profesionálními aktivitami v Ibadanu a rozhodl se, že je čas se oženit. Než opustil vesnici Ogute-Emai, vybral si svou manželku jménem Ikegbua. Jakmile v roce 1959 dosáhla plnoletosti, zaplatil věno a ve své vesnici uspořádali tradiční svatební obřad. Následující rok pár přivítal svého prvního syna. Jako katoličtí křesťané měli celkem pět dětí.
Poté, co Nigérie v roce 1960 získala svou nezávislost, Ojeikere vykonával svou první práci jako fotograf. V roce 1961 se stal studiovým fotografem pod vedením Steva Rhodese pro Television House Ibadan. Od roku 1963 do roku 1975, Ojeikere pracoval v propagaci ve West Africa Publicity v Lagosu. V roce 1967 byl pozván, aby se připojil k nigerijské umělecké radě. V roce 1968 zahájil jeden ze svých největších projektů, když dokumentoval nigerijské účesy. To bylo charakteristickým znakem jeho práce a vytiskl přibližně tisíc snímků účesů různých afrických žen. V roce 1975, po dvanácti letech práce, kdy byl Ojeikere vedoucím komerčním fotografem, byla jeho pozice zrušena. Odešel ze společnosti s vynikající fotografickou knihovnou, která se stále používala, což mu umožnilo založit vlastní firmu na ostrově Lagos a otevřít si studio s názvem „Foto Ojeikere“.
Na prvním ceremoniálu Nigeria Photography Award (NIPHA), který zorganizovala multimediální organizace Fullhouse Entertainment a který se konal v neděli 31. července 2011, byl Ojeikere jedním z předních nigerijských fotografů spolu s dalšími jako jsou například Sunmi Smart-Cole, Don Barber a Amos Olarenwaju Osidele, kteří byli oceněni za celoživotní dílo.
Velký výběr Ojeikereho díla byl v roce 2013 zařazen do sekce 55. Benátského bienále d'arte, „Il Palazzo Enciclopedia“, jehož kurátorem byl Massimiliano Gioni.
Ojeikere zemřel 2. února 2014 ve věku 83 let. Je námětem dokumentárního filmu Tama Fioforiho s názvem J. D. 'Okhai Ojeikere: Master Photographer.

## Dědictví
Po Ojeikereho smrti zůstal archiv více než 10 000 fotografií své domovské země Nigérie.
Jeho série fotografií ukazují, jak jsou účesy vnímány jako umělecký, kulturní, materiální a společenský proces, který tvoří součást rozvíjející se africké postkoloniální moderny. Výraz používaný pro mnoho účesů, které zdokumentoval, je „Onile-Gogoro“, což je jorubský výraz znamenající „stát vysoký“, tento výraz se používal k označení vícepatrových budov, které tehdy vyrůstaly v nigerijských městech, a byl popularizován prostřednictvím hudby, která definovala jazyk a sociální hnutí 60. let. Názvy Ojeikereho fotografií jsou také často doslovné.
Ojeikere je nejuznávanější pro černobílé záběry propracovaných nigerijských účesů popírajících gravitaci, které začal fotografovat v 50. letech a které byly představeny na bienále v Benátkách v roce 2013. Přesto, jako jeden z prvních fotoreportérů v Nigérii, který žil od roku 1930 přes nezávislost země v roce 1960, vojenské diktatury a dokumentoval život na vesnici i ve městě, byl jeho pohled mnohem širší než jen móda. Ojeikere také během svého života dosáhl mezinárodního profilu, jeho fotografie jsou nyní ve sbírkách od Metropolitního muzea umění po Tate Modern. Po jeho smrti Giulia Paoletti z oddělení umění Afriky, Oceánie a Ameriky v Metropolitním muzeu umění napsala: „Jeho formální rukopis je okamžitě rozpoznatelný: nedostatek kulis nebo rekvizit, elegantní ženy na sezení, propracované účesy, měkká osvětlení, dokonalý černobílý tisk. V Ojeikereho rukou se fotografie stala prostředkem k zaznamenání pomíjivé kreativity, která artikulovala nigerijský společenský a kulturní život."
Medina Dugger, fotografka sídlící v Lagosu a obdivovatelka Ojeikereho díla, prohlásila: "Před britskou nadvládou byly tradiční účesy normou a lišily se podle kmene, společenského postavení, rodinného stavu a zvláštních událostí." Dugger poprvé cestoval do největšího města Nigérie v roce 2011 na příkaz spolužáka, který spoluzakládal festival LagosPhoto. Tam se setkala s Ojeikereho fotografií – jeho „Účesy“ vedly k vytvoření Duggerova „Chroma: An Ode to J.D. 'Okhai Ojeikere“, série odvážných, barevně nasáklých fotografií zobrazujících moderní, vícebarevné aktualizace účesů, vystupující v Ojeikereho díle.

## Publikace
- J.D.'Okhai Ojeikere: Photographs. Curych: Scalo, 2000, editor: Andre Magnin. ISBN 978-3908247302.

## Sbírky
- Institut umění v Chicagu, Chicago, IL: 1 výtisk (stav k srpnu 2020)[12]
- Muzeum moderního umění, New York: 3 páry tisků (stav k srpnu 2020)[13]
- Metropolitní muzeum umění, New York: výtisky (od srpna 2020)[14]
- Muzeum umění Houston, Houston, Texas: 13 tisků (od srpna 2020)[15]

## Výstavy

### Samostatné výstavy
- 1995: Ojeikereho první samostatná výstava v Nigérii a také výstava ve Švýcarsku (první dílo vystavené mimo jeho domovskou zemi)
- 2000: J.D. 'Okhai Ojeikere, Fondation Cartier pour l'Art Contemporain, Paříž, Francie[16]
- 2001: J.D. 'Okhai Ojeikere: Účesy 1968 – 1999, MAMCO Musée d'art moderne et contemporain, Ženeva, Švýcarsko
- 2005: Účesy: J.D. 'Okhai Ojeikere, Blaffer Art Museum z University of Houston, Texas, USA[17]
- 2009: Účesy a večírky: Africké typografie od J.D. 'Okhai Ojeikere a Malick Sidibé, L. Parker Stephenson Photographs, New York[18]
- 2010: Sartorial Moments, Center for Contemporary Art, Lagos, Nigérie[19]
- 2011: J.D. 'Okhai Ojeikere: Moments of Beauty, Centrum pro současné umění, Lagos, Nigérie
- 2011: J.D. 'Okhai Ojeikere: Moments of Beauty, Kiasma Museum of Contemporary Art, Helsinki, Finsko[20]
- 2014: J.D. 'Okhai Ojeikere: Účesy a čelenky, Royal Festival Hall, Southbank, Londýn, Velká Británie[21]

### Skupinové výstavy
- 2000: Afrika: minulost-současnost, padesát jedna výtvarná umělecká fotografie, Antverpy[22]
- 2001: Face Off, Aeroplastics Contemporary, Brusel[23]
- 2002: Collection in Context – Recent Photography Acquisitions, The Studio Museum in Harlem, New York, USA[24]
- 2003 : To nejlepší ze sbírky Foundation Cartier pour l'art contemporain, Paříž: William Eggleston, Beat Streuli, Bill Viola, Vik Muniz, J.D. 'Okhai Ojeikere, Pierrick Sorin, Bildmuseet Umea Universitett, Umea, Švédsko
- 2004: Joy of Life – dva fotografové z Afriky: Seydou Keita, J.D. 'Okhai Ojeikere, Hara Museum of Contemporary Art, Tokio, Japonsko[25]
- 2004: Nous Remontons de la "Calle" Toutes les Photographies! , Galerie du Jour Agnés B., Paříž, Francie
- 2004: La collection d'art contemporain d'Agnès nar. Je m'installe aux Abattoirs, Les Abattoirs – Frac Midi-Pyrénées, Toulouse, Francie[26]
- 2005: Mistrovská díla ze sbírky Jeana Pigozziho, MFAH Muzeum umění Houston, Houston, TX, USA[27]
- 2006: 100% Afrika, Guggenheimovo muzeum, Bilbao, Španělsko[28]
- 2006: O Africe První část: Seydou Keita, Malick Sidbé, Jean-Dominque Burton, Jürgen Schadeberg, J.D. 'Okhai Ojeikere, Fifty-One Fine Art Photography, Antverpy, Belgie.[29]
- 2006: Some Tribes, Christophe Guye Galerie, Curych, Švýcarsko[30]
- 2008: Head Room, Mocca – Museum of Contemporary Canadian Art, Toronto, ON
- 2009: Chance Encounters, Sakshi Gallery, Bombaj[31]
- 2009: 70. léta. Fotografie a každodenní život, Teatro Fernan Gomez, PhotoEspaña, Madrid, Španělsko (katalog ISBN 8492498773)
- 2009: 70. léta. Fotografie a každodenní život, Museo D'Arte Provincia di Nuoro, Nuoro, Itálie (katalog ISBN 8492498773)
- 2009: J.D. 'Okhai Ojeikere a Malick Sidibe: Účesy a večírky – africké typologie, L. Parker Stephenson Photographs, New York, USA
- 2010: 70. léta. Fotografie a každodenní život, Centro Andaluz de Arte Contemporaneo, Sevilla, Španělsko (katalog ISBN 8492498773)
- 2010: 70. léta. Fotografie a každodenní život, Nederlands Fotomuseum, Rotterdam, Nizozemsko (katalog ISBN 8492498773)
- 2010: A Midsummer Gallery Soirée, Hagedorn Foundation Gallery, Atlanta, GA, USA
- 2010: AIPAD – The Photography Show, L. Parker Stephenson Photographs, Park Avenue Armory, New York, USA[32]
- 2010: National Black Arts Festival, Atlanta, GA, USA
- 2011: Becoming: Fotografie z kolekce Wedge, Tate Modern, Londýn, Anglie
- 2012: Afrika/Afrika, Abbaya St. André, Centre d'art contemporain de Meymac, Meymac, Francie[33]
- 2013: Voyage Retour – Federal Government Press, Broad Street, Lagos, Lagos Island, Nigérie[34]
- 2013: The Encyclopedic Palace kurátor Massimiliano Gioni, Biennale di Venezia, Benátky, Itálie[35]
- 2014: Back to Front, Mariane Ibrahim Gallery, Seattle, USA
- 2014: Ici l'Afrique, Château de Penthes, Pregny-Chambésy, Francie[36]
- 2015: Making Africa - A Continent of Contemporary Design, Vitra Design Museum, Weil am Rhein, Německo[37]
- 2016: Ohledně Afriky: současné umění a afro-futurismus, Telavivské muzeum umění, Tel Aviv, Izrael
- 2020: Prostřednictvím afrického objektivu: Subsaharská fotografie ze sbírky muzea, Muzeum umění Houston, Houston, Texas[38]